# Kalliv
Kalliv, ukrajinsky Каллів, maďarsky Kálovi, je vesnice zastoupená v Lypeckopoljanské vesnické radě, v jednotném územním společenství Dovžanská vesnická komunita, v okrese Chust, v Zakarpatské oblasti Ukrajiny. V roce 2001 zde žilo 94 obyvatel.